# Tameothrips tamicola
Tameothrips tamicola är en insektsart som först beskrevs av Bagnall 1914.  Tameothrips tamicola ingår i släktet Tameothrips och familjen smaltripsar. Inga underarter finns listade i Catalogue of Life.